# Эоход Галлоуэйский
Эоход Галлоуэйский (Святой Эоход (Eochod), +597, память 25 января) — апостол пиктов в Галлоуэе, Шотландия, был
одним из двенадцати товарищей св. Колумбы (Columba, память 9 июня).
Св. Колумба избрал его для проповеди христианства в северной Англии. Его именуют Апостолом Пиктов из Галлоуэя.

## Тропарь св Эоходу, глас 6
The Picts of Galloway honoured thee as their Apostle,/
O righteous Hierarch Eochod,/
for at the behest of Father Columba/
thou didst open to them the Gospel of Salvation./
Wherefore, O Saint, cease not in thy pious labours,/
praying that our souls may be saved.